# Аларабе
Аларабе (исп. Río Alhárabe) — река на юго-востоке Испании.

## Географическое положение
Бассейн реки Аларабе расположен на территории региона Мурсия. Исток реки находится на южном склоне горной гряды Закатин (исп. Zacatín) на высоте 1440 метров над уровнем моря, в нескольких сотнях метров на запад от поселения Эль-Сабинар. Аларабе течёт с запада на восток, соединяясь с реками Бенамор и Мораталья, после чего впадает в реку Сегура. Общая протяжённость Аларабе составляет около 50 километров.

## Охрана окружающей среды
Бассейн Аларабе считается территорией местного значения. Ряд птиц и млекопитающих, обитающих в регионе, отмечен в директиве 92/43/ЕЭС по сохранению естественной среды обитания дикой флоры и фауны и директиве 2009/147/EC по сохранению диких птиц. Кроме этого, в реке и её окрестностях водится несколько редких видов животных, в частности, включённых в Красную книгу Испании (Helianthemum guerrae, Teucrium balthazaris, Thymus antoninae, и другие). Окрестности реки также представляют ценность с археологической точки зрения — на левом берегу Аларабе обнаружено несколько пещер с сохранившимися наскальными рисунками.